# Chetcuti
Chetcuti est un patronyme maltais. 

## Étymologie
Chetcuti est un nom dérivé du mot arabe katkut (كتكوت), « poussin ». La signification du patronyme reste obscure. Selon le linguiste Mario Cassar, il désignait peut-être, par métonymie, un volailler. 
Le nom est attesté à Malte en 1419 sous la forme Kiticuti. 

## Distribution du patronyme dans le monde
Selon le site Forebears, en 2014, il y avait dans le monde 3 226 personnes qui portaient ce nom, dont 1 442 à Malte. En dehors de l'archipel maltais, le nom Chetcuti se rencontre essentiellement en Australie, au sein de la communauté maltaise (en).

| Pays                | Nombre de personnes portant ce patronyme (2014) |
| ------------------- | ----------------------------------------------- |
| Malte               | 1 442                                           |
| Australie           | 685                                             |
| France              | 331                                             |
| États-Unis          | 280                                             |
| Angleterre          | 220                                             |
| Canada              | 117                                             |
| Suisse              | 45                                              |
| Émirats arabes unis | 31                                              |
| Belgique            | 30                                              |
| Écosse              | 26                                              |

## Personnalités portant ce patronyme
- Chetcuti (homonymie)